# Station Périers-en-Cotentin

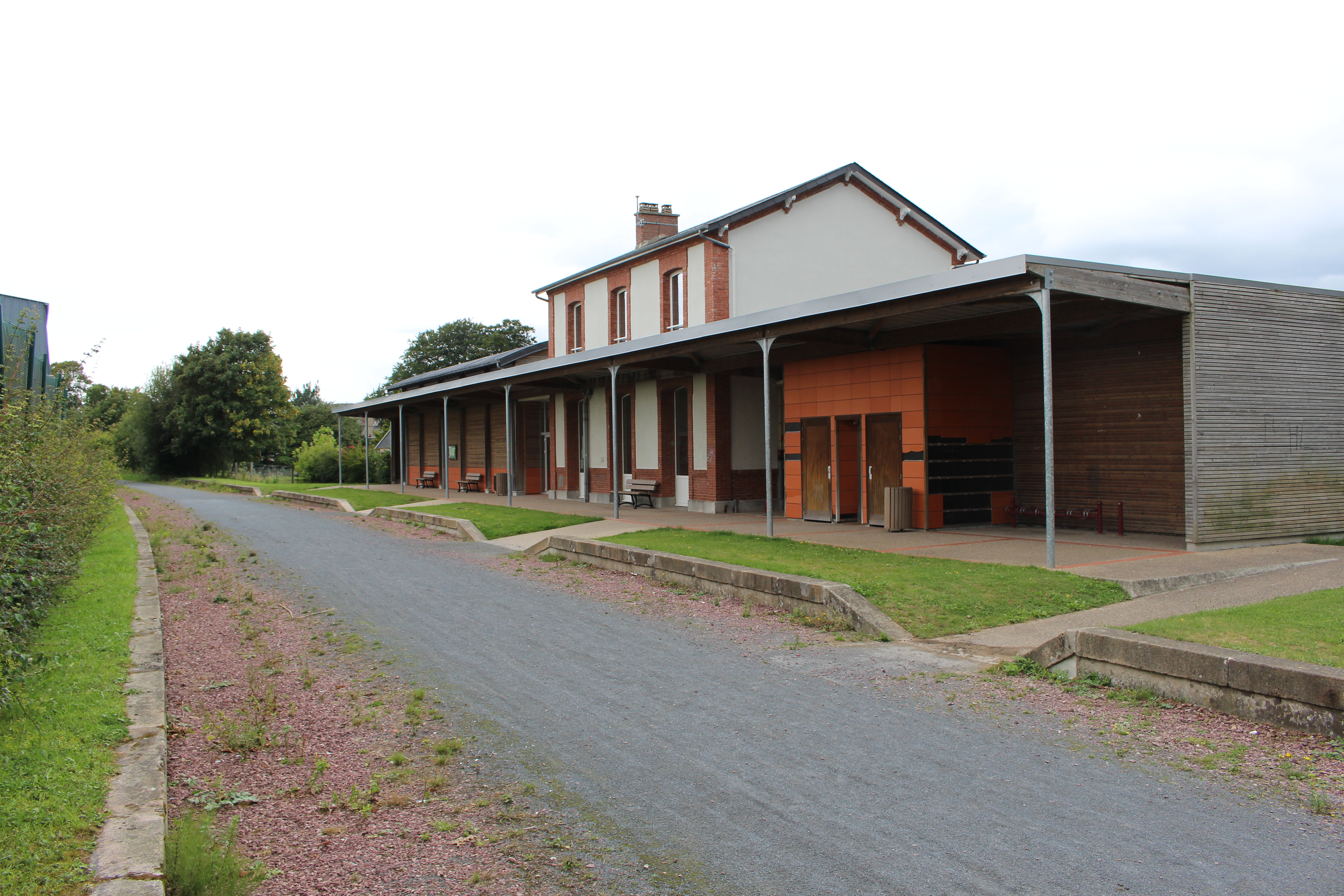
Het station is in 2022 een bibliotheek aan de voie verte

Het station van Périers-en-Cotentin is een voormalig treinstation gelegen aan de toepasselijk genaamde rue de la Gare, nabij het dorpscentrum van de gemeente Périers, in het departement Manche in de regio Normandië. Het station lag aan de lijn van Coutances naar Sottevast.

## Ligging
Het station van Périers-en-Cotentin ligt op een hoogte van 29 meter, op kilometerpunt (PK) 19,568 van de lijn van Coutances naar Sottevast, tussen de eveneens buiten gebruik zijnde stations Saint-Sauveur-Lendelin en Millières.

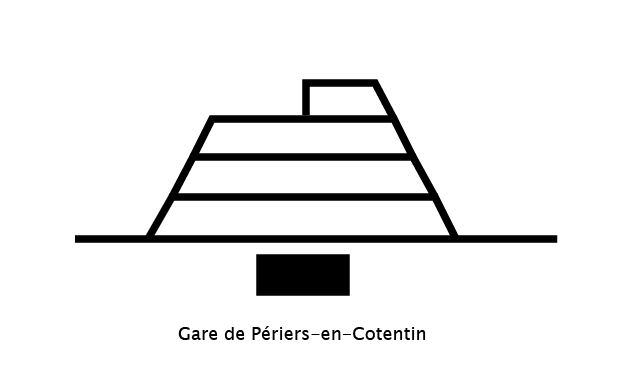
Sporendiagram uit 1957.

## Geschiedenis
Station Périers is op 27 januari 1884 in gebruik genomen door de Compagnie des chemins de fer de l'Ouest bij de opening van de 72 kilometer lange enkelsporige lijn van Coutances naar Sottevast.
In 1957 behoorde het station tot de regio West van de SNCF, en kende toen een reizigersgebouw, een kruisend spoor en drie dienstsporen.
Na het beëindigen van het reizigersvervoer in 1970 sloot het stationsgebouw het goederenverkeer kwam op 24 januari 1988 ten einde.
In 2009 is het oude reizigersgebouw gerestaureerd door de Gemeenschap van gemeenten van Sèves en Taute. Het gebouw heeft zijn historisch cachet behouden, maar fungeert nu als bibliotheek en een toeristisch informatiepunt. De oude spoorlijn is een voie verte, een lange afstandsfietspad, geworden.